# Eisskulptur

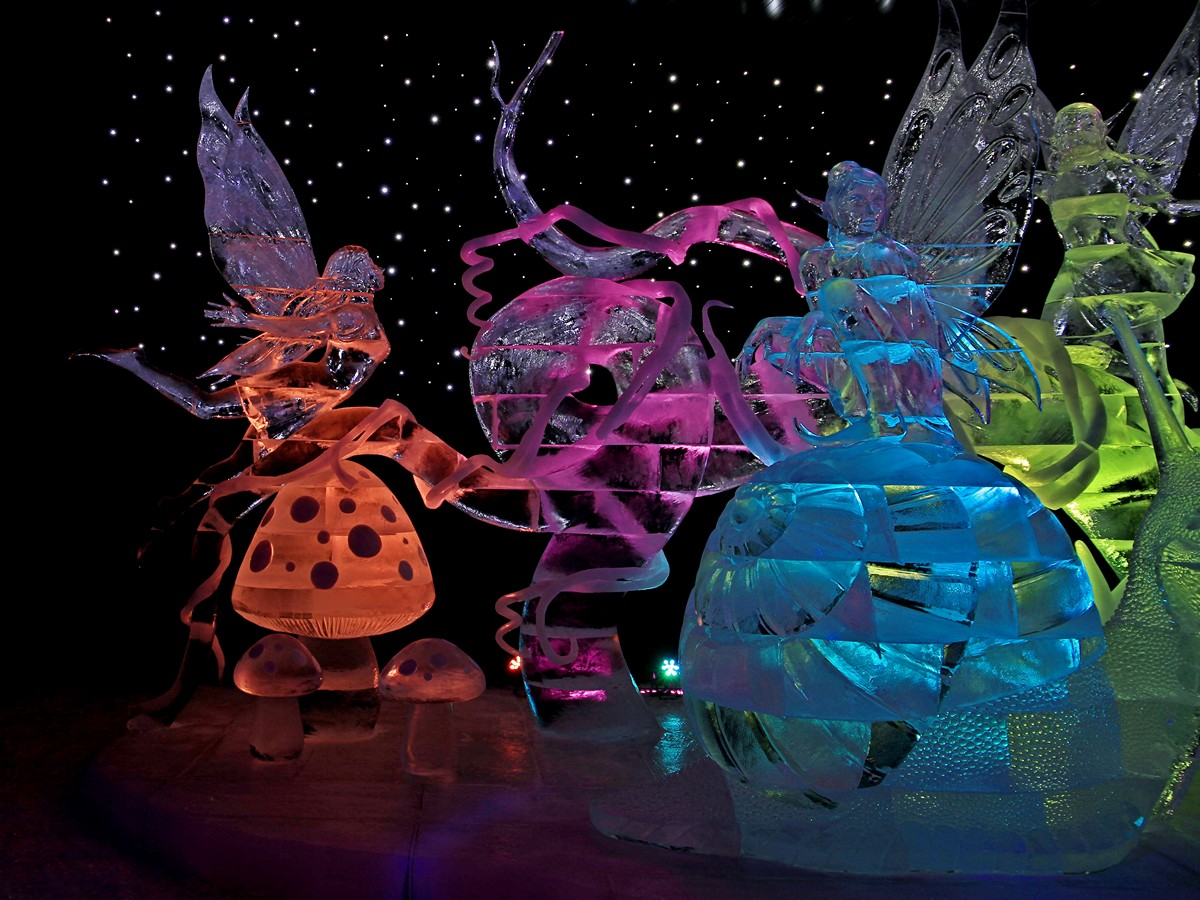
Elfenland in Rövershagen (2018)

Bei einer Eisskulptur (Ziereis) handelt es sich um eine von Menschen geschaffene Skulptur aus Eis und Schnee. Die Herstellung wird als Eisschnitzen oder Eisbildhauen bezeichnet.

## Geschichtlicher Hintergrund
Als historische Quellen werden zum einen die im frühen 18. Jahrhundert in Russland aus ausgesägten Eisblöcken errichteten Eispaläste, in die bunte Glasscheiben oder Linsen für zauberhafte Lichteffekte eingearbeitet wurden, und zum anderen das Iglu-Bauen der Eskimos angesehen.
Im Jahr 1950 wurde diese Tradition wiederbelebt, als japanische Studenten im Winterort Sapporo sechs riesige Skulpturen aus Eis und Schnee „schnitzten“. Damit begründeten sie das Sapporo-Schneefestival, das seitdem jährlich stattfindet. Seinen Siegeszug um die Welt schaffte das Eisschnitzen, als die Organisatoren der Olympischen Winterspiele 1972 in Sapporo das Eis-Festival mit dem Rahmenprogramm der Olympischen Spiele verbanden und für die beste Eisfigur auch Medaillen vergaben. Dies gilt als erste offizielle Weltmeisterschaft im Eisschnitzen in dieser „Sportart“.
Seitdem gewinnt dieser Sport immer mehr Anhänger.
Im Februar 2002 fand im österreichischen Graz erstmals eine Weltmeisterschaft in Europa statt.

## Skulpturenherstellung
Eisskulpturen werden von Künstlern auf der Basis von Vorlage-Skizzen oder auch Freihand aus vorgegebenen Eisblöcken mit Hilfe von Sägen, Hämmern, Feilen und Macheten geschlagen und geschnitzt oder durch warmes Wasser teilweise geschmolzen. Auch das Anbringen von weiteren Eisstücken und deren „Festfrieren“ ist möglich. Da Eisskulpturen aus gefrorenem Wasser bestehen, sind sie nur temporäre Kunstwerke. Sie werden häufig für Events als Dekoration oder Blickfang eingesetzt und durch eine passende Beleuchtung in Szene gesetzt.

## Begrifflichkeit
Die Begriffe Eisbildhauer und Eisschnitzer werden meist synonym verwendet. Der Etymologie des Eisschnitzen entsprechend, wird diese Begrifflichkeit eher auf schneidende als auf die schlagende Technik des Eisbildhauers angewendet. Der Handwerker, der mit Kettensäge und Messer arbeitet, kann demnach eher als Eisschnitzer bezeichnet werden. Wohingegen der Eisbildhauer, der mit Axt und kleinem Beil arbeitet, dementsprechend als Eisbildhauer zu bezeichnen wäre. Gleichwohl arbeiten der Eisbildhauer als auch der Eisschnitzer meist mit beiden Werkzeugarten gleichzeitig und verzichten selten auf die schnitzende Feinarbeit.

## Rohmaterial
Die Herstellung von Eisskulpturen birgt durch die unterschiedlichen Arten von Eis, durch die Lagerung und die Umgebungsbedingungen etliche Schwierigkeiten. Als Rohmaterial für die Skulptur dienen Eisblöcke, die aus sauberem klarem Wasser mit hoher Durchsichtigkeit bestehen und so wenig Luftblasen wie möglich beinhalten. Die umgebende Temperatur beeinflusst die Zeit, die dem Künstler für die Fertigstellung der Skulptur zur Verfügung steht.
Wie bereits in der Einleitung mitgeteilt, gehört auch das Formen von Skulpturen aus Schnee zu dieser kalten Kunst. Die beiden Materialarten werden jedoch mittlerweile für getrennte Kunstwettbewerbe eingesetzt, beispielsweise fand im Februar 2011 der 15. Schneeskulpturenwettbewerb im Erzgebirge statt.

## Eisskulpturen in der Gastronomie
Auch in manchen Küchen, besonders in der asiatischen, kommen Eisskulpturen zum Einsatz: bei großen Abendessen in Restaurants oder Hotels dienen die bestellten eisigen Kunstwerke als Tischdekorationen. Eine der populärsten Eisskulpturen ist das Schwanenpaar, das bei Hochzeiten das Brautpaar repräsentiert. Um das Abschmelzen dieser Kunstwerke zu verlangsamen, wird häufig Trockeneis hinzugesetzt. Zahlreiche Party-Dienste bieten auch die Herstellung von Eisskulpturen für besondere Anlässe an.
Seit einigen Jahrzehnten haben sich an verschiedenen Orten der Welt Eishotels etabliert. Auch die Herstellung der Ausstattung und Dekorationselemente zählt zum Eisschnitzen.

## Ausstellungen und Wettbewerbe
Eisskulpturen werden entweder an kalten Wintertagen im Freien oder für Ausstellungen in speziellen Kühlräumen aufgebaut. Für die Wettbewerbe in der Kunst der Eisskulpturherstellung, dem Eisschnitzen, wurde ein entsprechendes Regelwerk ausgearbeitet. Es sieht die Bildung bzw. die Teilnahme von Teams, bestehend aus 2 bis 4 Teilnehmern, vor. Die Anzahl der Teilnehmer wird zu Beginn des Wettbewerbs festgelegt.
Nach Art der Herstellung und nach Themenvorgaben werden die Kategorien: mono bloc, d. h. die Skulptur muss aus einem einzigen Eisblock herausgearbeitet werden und multi bloc unterschieden. Außerdem erfolgt eine Zeitvorgabe und im Vorfeld wird bereits ein möglichst allgemeines Thema (beispielsweise der Winter, die Arktis oder Weihnachten) ausgewählt und vorgegeben.
Dann entscheidet eine Jury aus Künstlern und Vertretern des NICA – National Ice Carving Association über die Genauigkeit/Erkennbarkeit der Darstellung (Proportionen), die handwerkliche Ausführung (Technik) und den künstlerischen Faktor (Kreativität), wobei noch einmal zwischen realistischer oder abstrakter Darstellung unterschieden wird.
Einige international bedeutende Veranstaltungen sind die Eisskulpturen-Weltmeisterschaft, The Artists Ice Art (seit 1999), die Ice World oder das World Snow Festival.

### Deutschland
Die Ice World war das erste Eisskulpturenfestival Deutschlands und fand vom 12. Dezember 2003 bis 1. Februar 2004 in Lübeck statt. Wirtschaftliche Schwierigkeiten bedeuteten allerdings zum Ende der Ice World 2006/2007 das voraussichtliche Aus für diese Veranstaltung.
Weitere Beispiele für Events in Deutschland sind die jährlich stattfindenden kommerziellen Eisskulpturenausstellungen im CentrO in Oberhausen und (seit der Fertigstellung des Alexa in Berlin) die Alexa on Ice. Die Eiskunst wird in einem eigenen Kühlhaus gefertigt und gezeigt.
Auch in Dresden sind bereits Eisskulpturen zu sehen gewesen.

### Österreich
In der steirischen Landeshauptstadt Graz wird seit 1996 jährlich eine Eiskrippe ausgestellt. Dabei werden von einem mehrköpfigen Team rund 50 Tonnen Eis verarbeitet und zu Beginn der Adventszeit feierlich enthüllt. Bevor 2014 der Finne Kimmo Frosti die künstlerische Leitung übernahm, oblag diese dem Kärntner Eiskünstler Gert J. Hödl. Der dreifache Weltmeister Hödl war auch impulsgebend für die Austragung der Weltmeisterschaften im Jahr 2002. Diese wohl größte Eiskrippe der Welt generiert regelmäßig internationale Aufmerksamkeit.

### China
Die Mandschurei in China ist eine international bekannte Region für Eisskulpturen, wo u. a. das Internationale Eis- und Schneeskulpturen Festival in Harbin durchgeführt wird. Es hat im Laufe der Zeit immer mehr an Größe, Bedeutung und Popularität zugenommen. Mehr und mehr talentierte Künstler und Techniken finden Einzug in das Festival. Das Klima in Manchuria ist sehr kalt und das Eis bleibt deswegen lange haltbar. Objekte in jeder Größe werden hier ausgestellt, teilweise sogar gebäudegroß.
Außerdem gibt es in China das Fest der gestauchten Knöchel.

### Japan

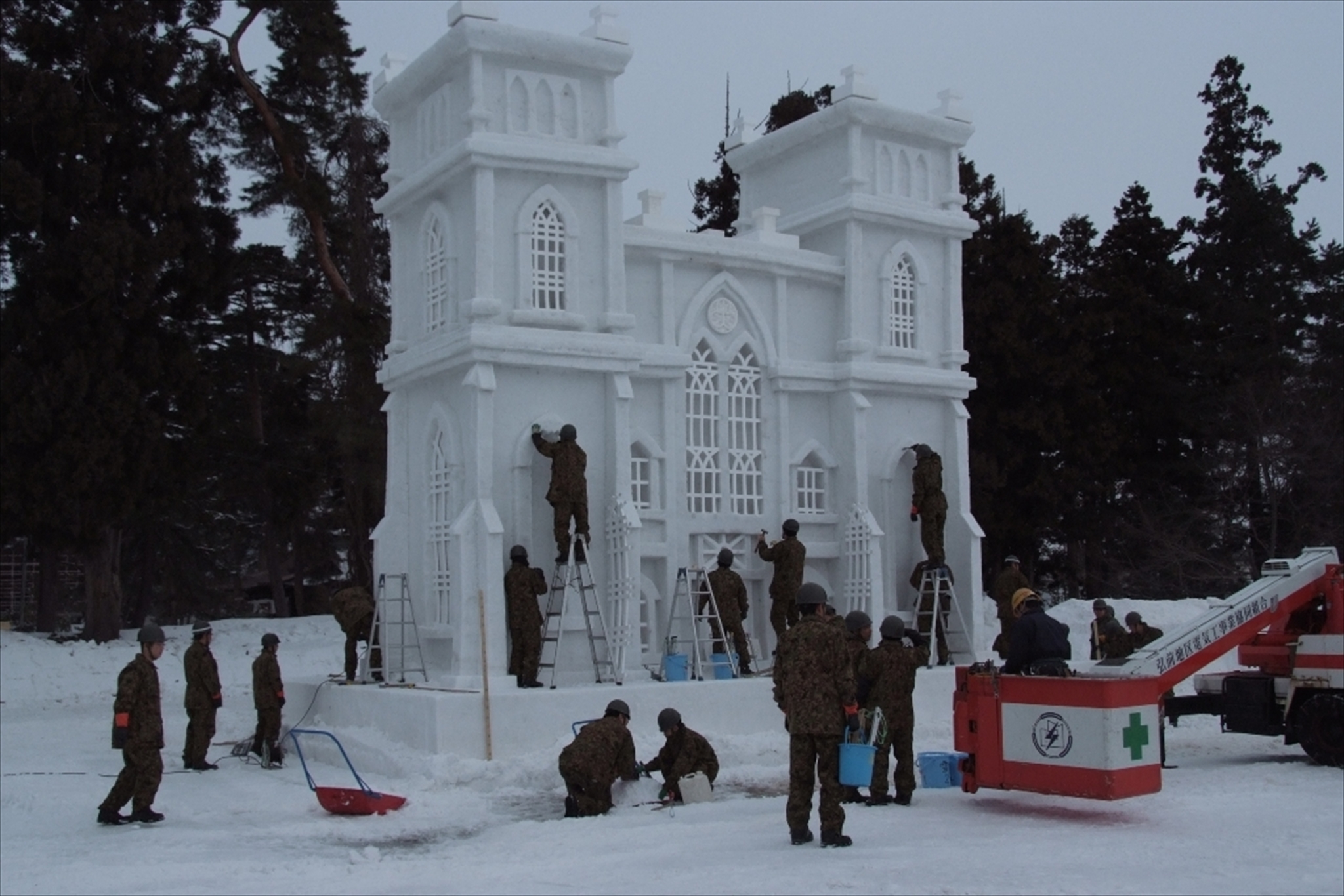
Japan (2013)

Die japanische Stadt Sapporo auf der Insel Hokkaidō ist bekannt für ihr Schneefest (Yuki-matsuri), bei dem viele Teams gegeneinander antreten und Eisskulpturen herstellen. Manche dieser Objekte sind so groß wie mehrgeschossige Gebäude.
Wie oben bereits ausgeführt, nahm von hier aus der Eisschnitz-Wettbewerb seinen Anfang.

### Schweden
Das Eishotel in der Gemeinde Kiruna, Stadt Jukkasjärvi in Schweden, ist bekannt als eines der ersten dieser Art. Seit seinem Bau im Jahr 1989 wurde es in diversen TV-Shows, Zeitschriften und Zeitungen weltweit gezeigt. Das Hotel besteht, bis auf die Betten, vollständig aus Eisblöcken, selbst die Gläser der Bar im Hotel sind aus Eis gefertigt. Das Eis wird aus dem Wasser des Torneflusses gewonnen. Mehr als 60 Räume und Suiten bietet das Hotel. Die Kosten einer Übernachtung belaufen sich auf ca. 2.800 Schwedische Kronen (ca. 390 US-Dollar) (Stand 2007). Das Hotel existiert jährlich nur zwischen November und Mai.
Ebenfalls in Jukkasjärvi (200 km nördlich vom Polarkreis) gibt es seit 2002/03 ein komplettes Eistheater, das aus 2.000 Tonnen Eisblöcken besteht und dem Globe-Theater von London (nach Shakespeare) nachempfunden wird. Die Schauspieler treten in warmer Kleidung auf und spielen Hamlet oder Macbeth in samischer Sprache. Die Theateraccessoires (wie Schwerter, Stühle usw.) bestehen dabei auch aus Eis. – Die in der Mitte offene Halle bietet 520 Zuschauern Platz, davon sind 96 Logen mit Rentierfellen ausgestattet, der Rest sind Stehplätze (für die Fußkissen ausgeteilt werden). Die Bühnenfläche ist 8 × 12 Meter groß und gleichfalls vollständig aus Eis. – Das Bauprojekt stammt von dem schwedischen Eis-Architekten Ake Larsson, umgesetzt wurde alles von 26 Eiskonstrukteuren. Diese neue Attraktion wird von den Touristen und Journalisten gut angenommen; sie muss natürlich wie die Hotels jährlich neu errichtet werden.
Mitte 2004 wurde in der schwedischen Hauptstadt Stockholm in einem Hotel eine „Ice-Bar“ eingerichtet, die bei Raumtemperaturen von −5 °C ganzjährig Besucher bedient. Diese erhalten für die Dauer des Aufenthaltes, der meist zwischen 30 und 60 Minuten beträgt, einen Polarponcho und wärmende Fellhandschuhe. Serviert werden überwiegend alkoholische Getränke in Original-Eisgläsern.

### Finnland
Im Jahr 2001 eröffnete in Finnland ein ganzes Schneedorf, Lanio Snowvillage genannt, das die Brüder Rami, Tomi und Arto Lanio errichtet haben und betreiben. Dazu gehört auch ein Eishotel, gebaut aus 6.000 m³ Schnee, das aus einem Hauptiglu (mit Eisbar und 15 Schlafräumen) sowie einigen Nebengebäuden wie z. B. einer romantischen Eiskapelle besteht und z. T. auch normale Hoteleinrichtungen bietet, die also Nicht-Eis-Aufenthalte ermöglichen. In Snowvillage bauen eingeladene Eiskünstler jährlich auf rund 1,5 ha Eis- und Schneeskulpturen.
Die Snow Show in Kemi (Gebiet Rovaniemi) lockt seit Februar 2004 Interessenten an: ein New Yorker, der Kurator Lance Fung, lud 60 Künstler und Architekten zu diesem Event ein. Hier handelte es sich nicht um reines Eisschnitzen, sondern die zu gestaltenden Objekte sollten aus Eis oder Schnee (zu 80 %) und anderen Elementen wie Video, Licht, Ton, Architektur-Zierrat usw. (zu 20 %) bestehen. Das Exponat durfte eine Grundfläche von 80 m² und eine Höhe von 8 Meter nicht überschreiten. Der Veranstalter legte jeweils ein Aktionspaar (Künstler + Architekt) als Team fest, die insgesamt 17 Teams schufen interessante Objekte, die bei eisigen −25 °C bis Ende März 2004 zu besichtigen waren. Als erfahrener Eisbau-Ingenieur stand der Finne Seppo Mäkinen bereit, der im Ort jährlich ein Eisschloss mit Bar errichtet und betreibt.

### Kanada
Die kanadischen Eskimos veranstalten seit langem einmal jährlich im Frühjahr einen Vergleich, wer am schnellsten einen richtigen Iglu mit vorgegebenen Abmessungen errichten kann, der Sieger erhält eine Naturalie.
In Québec in Kanada gibt es jährlich im Winter ein Eisskulpturen-Festival. Das Fest dauert drei Wochen. Wegen seiner Anzahl an Objekten und Besuchern gilt es als eines der größten in der Welt. In jedem Jahr werden um die 20 Teams ausgewählt, um gegeneinander anzutreten. Die Hälfte der Teams stammt aus Kanada, die andere aus anderen Ländern. 10 km östlich der Stadt befindet sich das erste Eishotel in Nordamerika.

### Russland
Jährliche Veranstaltungen finden im Gorki-Park von Moskau und im Gorki-Park von Perm in Russland (Ural) statt.

### Schweiz
Das „World Snow Festival“ in Grindelwald wurde 1983 begonnen mit einer von japanischen Eiskünstlern aus Schnee geformten „Riesen-Heidi“. Das Event findet auf der Natureisbahn im Dorfzentrum statt.

### Niederlande
Hier gibt es ein Eis-/Schneeskulpturen-Festival in Eindhoven, 2003 erstmals veranstaltet, an dem 50 Schnitzteams teilnahmen. Die Kunstwerke wurden in einer Kühlhalle hergestellt (−18 °C) und konnten dort noch 3 Wochen lang bestaunt werden.

### USA
Über ein weiteres Eisskulpturen-Festival in Breckenridge (Bundesstaat Colorado, USA) wurde berichtet: im Jahr 2004 wurden von Wissenschaftlern anspruchsvolle Themen gestaltet. Einen Kunstpreis erhielt das 4 Meter hohe Gebilde von John Sullivan (TU Berlin) zum Thema eines mathematischen Theorems Durchdringung einer Kugel mit sich selbst, indem sich das Innere nach außen kehrt.

### Weitere Länder
Wegen des großen Interesses am Eisschnitzen und den Eishotels gibt es inzwischen in weiteren Ländern solche Angebote:
- Brasilien: In Recife lädt ein Grande Iglu für 300 Gäste im Montmorency-Park Schneemenschen ein. Der Iglu wird aus 250 t Eis jährlich neu erschaffen.[13]
- Neuseeland: In Auckland eröffnete im März 2004 eine Bar ganz aus Eis, das Minus Five; wie in den Eishotels ist auch hier die gesamte Ausstattung aus reinem klaren Eis; die insgesamt 1.600 Trinkgläser werden wöchentlich in speziellen Formen neu gefroren. Die Besucher zahlen 10 Dollar Eintrittsgeld und erhalten vom Personal, das in Skikleidung, Fellmützen und Daunenhandschuhen bei Temperaturen zwischen −5 und −7 °C seinen zweistündigen Dienst versieht, Fellstiefel, Daunenmäntel und warme Fausthandschuhe. Zur Dekoration gehören kleine hübsche Eisschnitzereien wie Schwäne, Pferdchen usw. Diese Bar, direkt am Hafen gelegen, findet guten Zuspruch, obwohl der Aufenthalt auf 30 Minuten und das Trinken auf maximal drei alkoholhaltige Getränke beschränkt ist.
Das Minus Five gibt es auch in Queenstown.